# Altes Rathaus Langenzenn

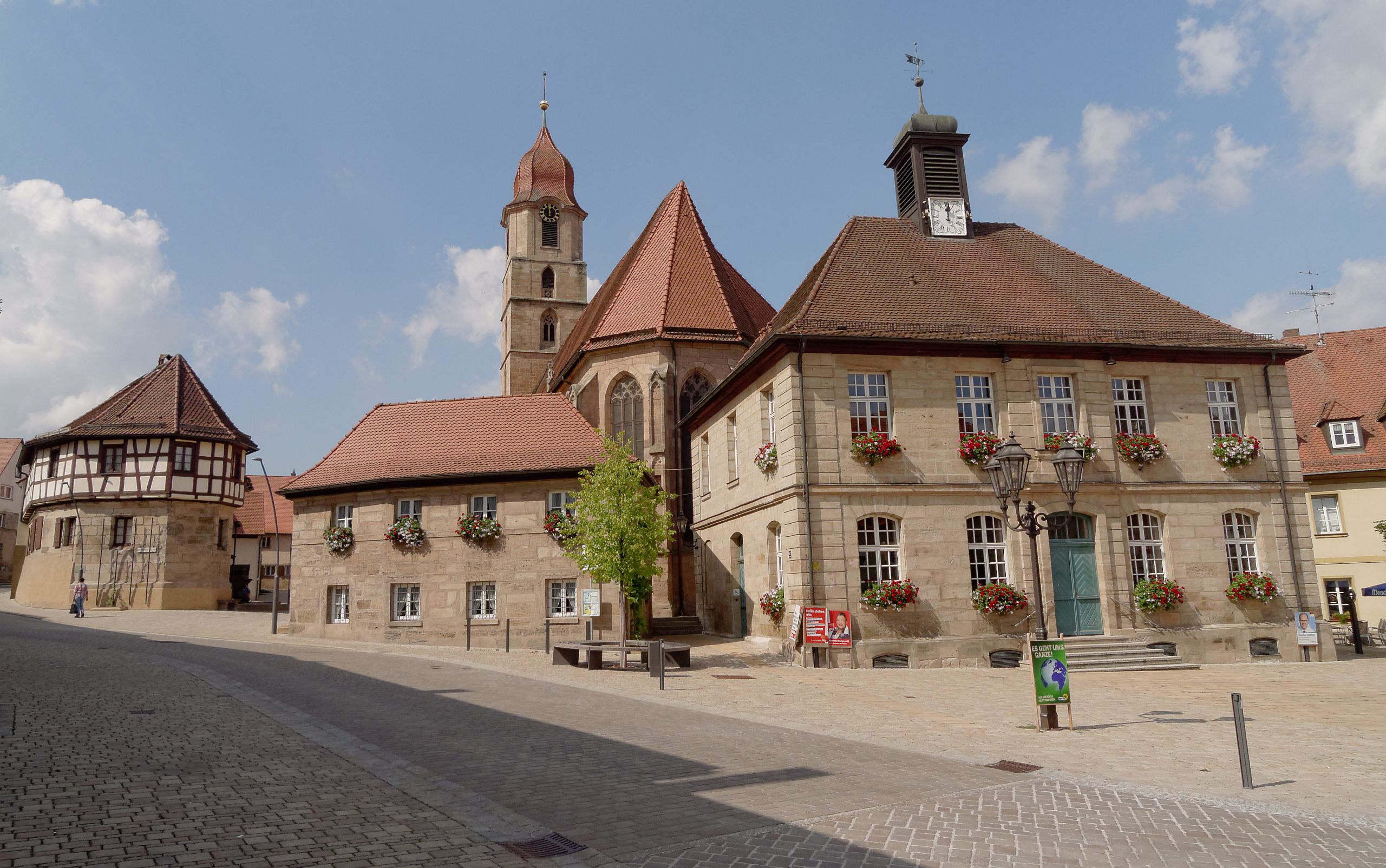
Das alte Rathaus in Langenzenn, dahinter die evangelisch-lutherische Pfarrkirche

Das Alte Rathaus in Langenzenn, einer Stadt im nordwestlichen Landkreis Fürth in Mittelfranken, wurde von 1721 bis 1727 errichtet, nachdem der Vorgängerbau aus dem Jahr 1612 dem Stadtbrand von 1720 zum Opfer fiel. Das Rathaus am Prinzregentenplatz 1 ist ein geschütztes Baudenkmal.
Der zweigeschossige Walmdachbau mit Dachreiter wurde nach Plänen des Baumeisters Johann David Steingruber errichtet. Der Sandsteinquaderbau besitzt ein Gurtgesims und eine Lisenengliederung.